# Lado Gurgenidse

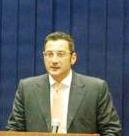
Lado Gurgenidse

Wladimer (Lado) Gurgenidse (georgisch ვლადიმერ (ლადო) გურგენიძე; * 17. Dezember 1970 in Tbilissi, Georgische SSR, UdSSR) ist ein georgischer Bankier und Politiker. Von Oktober 2004 bis November 2007 war er Aufsichtsratsvorsitzender der Sakartwelos Banki in Tiflis. Von November 2007 bis Oktober 2008 war er Premierminister Georgiens.

## Leben

### Ausbildung
Er studierte an der Staatlichen Universität Tiflis. 1990 setzte er seine Ausbildung am Middlebury College in den USA fort. An der Goizueta School of Business der Emory University legte er den Master of Business Administration ab.

### Banker
Gurgenidse trat als Investmentbanker in das niederländische Kreditinstitut MeesPierson ein. 1997 ging er zur ABN AMRO Corporate Finance nach Russland, wo 1998 er zunächst Leiter der Abteilung Fusionen und Akquise in den sich entwickelnden europäischen Märkten mit Sitz in London, dann Chef der ABN AMRO Technology Finance wurde. 2003 wechselte er zur Bank Putnam Lovell NBF, einer global agierenden Investmenttochter der National Bank of Canada.
2004 kehrte er nach Georgien zurück, wo er Aufsichtsratsvorsitzender der Aktiengesellschaft Sakartwelos Banki (dt.: Bank von Georgien) wurde. Unter seiner Leitung stieg die Sakartwelos Banki zu einem der führenden Kreditinstitute des Landes auf. 2006 wurde sie von der Financial Times Group und der Zeitschrift The Banker zur besten Bank Georgiens erklärt. Gurgenidse ist auch Mitglied der Aufsichtsräte von Galt & Taggart Securities, Galt & Taggart Capital sowie im Aufsichtsrat der Georgischen Börse.

### Politik
Nachdem Premierminister Surab Noghaideli am 16. November 2007 aus gesundheitlichen Gründen seinen Rücktritt eingereicht hatte, schlug Staatspräsident Micheil Saakaschwili am selben Abend Gurgenidse als dessen Nachfolger vor. Beobachter vermuteten einen Zusammenhang mit den Massenprotesten dieses Jahres. Präsident Saakaschwili hätte sich von Gurgenidse als Wirtschaftsfachmann eine Optimierung des ökonomischen Wachstumsprozesses und vor allem eine Verbesserung der Arbeitsmarktsituation versprochen, da trotz der guten Wirtschaftslage die hohe Arbeitslosigkeit für Unzufriedenheit in der Bevölkerung sorgte. Am 27. Oktober 2008 trat Gurgenidse vom Amt des Regierungschefs zurück. Laut Staatspräsident Saakaschwili soll Gurgenidse eine Kommission leiten, die Georgiens Finanzsystem im Zusammenhang mit der Finanzkrise ab 2007 stabilisieren soll.

### Sonstiges
Gurgenidse hat neben der georgischen die britische Staatsangehörigkeit. Er ist verheiratet und hat drei Kinder. Bekannt wurde er 2006, als er im Fernsehsender Rustawi 2 eine georgische Version der Fernsehshow The Apprentice präsentierte.